# فلاديمير ألاتورتسيف
فلادمير ألاتورسيف (بالروسية: Владимир Алексеевич Алаторцев) (ولد في ساراتوف أوبلاست، روسيا في 14 مايو 1909، وتوفي في موسكو، 13 يناير 1987)، وهو مهندس الهيدروليكية وكان لاعب شطرنج، ومنظم، ومعلم وكاتب. خلال مسيرته، أصبح بطل كل من لينينغراد وموسكو، ولعب في نهائيات بطولة الشطرنج السوفياتي تسع مرات، كانت أفضل النتائج تنافسية له في ثلاثينات القرن الماضي. حصل على المركز الثاني في المباراة النهائية للبطولة السوفيتية عام 1933.اعتزل اللعب في وقت مبكر من 1950، وعمل بعدها كمنظم للعبة الشطرنج، ومدرس، ومدرب. شغل منصب رئيس قسم الشطرنج في عموم الاتحاد السوفيتي بين الأعوام 1954-1959. وشغل منصب رئيس اتحاد الشطرنج السوفييتي 1959-1961.

## روابط خارجية
- فلاديمير ألاتورتسيف على موقع مباريات الشطرنج (الإنجليزية)
- فلاديمير ألاتورتسيف على موقع 365Chess.com (الإنجليزية)
- فلاديمير ألاتورتسيف على موقع Chesstempo.com (الإنجليزية)